# Bas fourneau
Pour les articles homonymes, voir Fourneau.

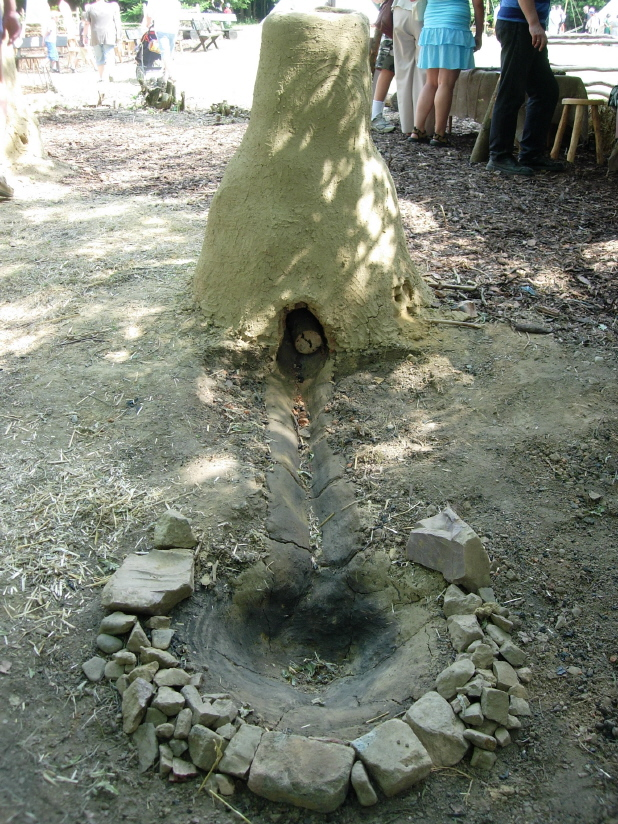
Reconstitution d'un bas fourneau celtique doté d'une rigole pour la coulée des scories qui débouche sur une fosse d'évacuation.

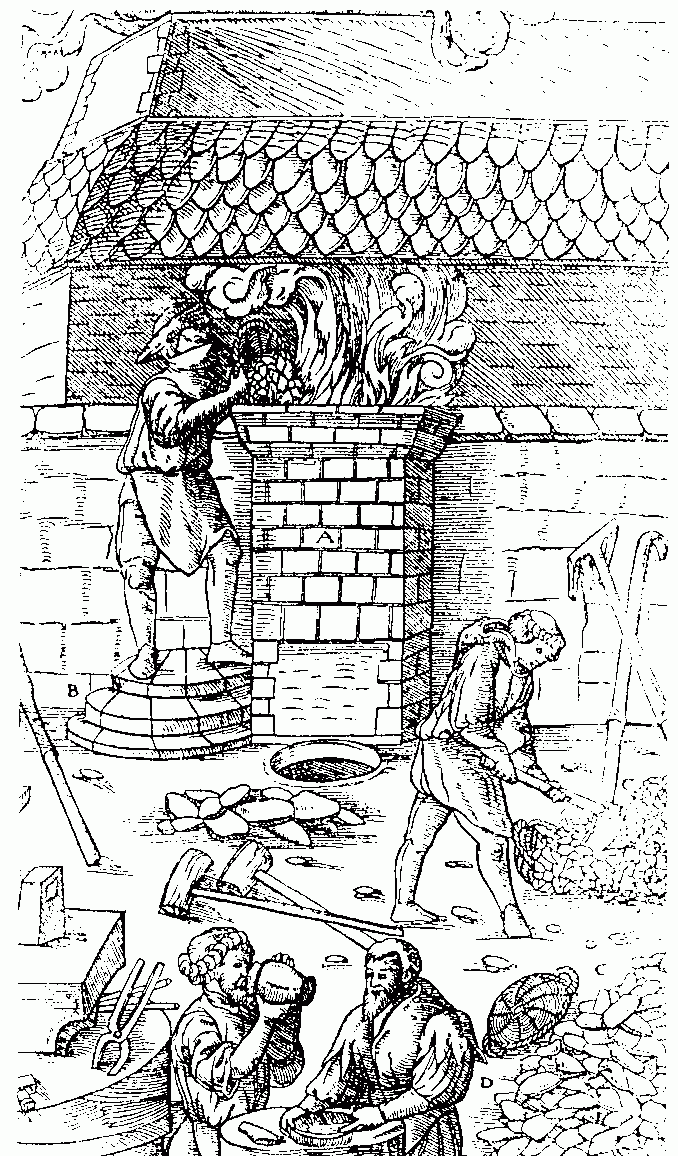
Fabrication de fer dans un bas fourneau au Moyen Âge.

Le bas fourneau est un four à combustion interne qui a servi, au début de l'âge du fer et jusqu'au Moyen Âge, à transformer le minerai de fer (hématite, limonite, etc.) en fer métallique par réduction directe.

## Historique et terminologie
De nombreux exemples de bas fourneaux « sont décrits dans la littérature archéologique avec plus ou moins de détails. De grandes différences peuvent être observées quant à la taille des pièces (5 à 50 cm de diamètre), à leur poids (50 à 5 000 g), à leur aspect, et à leur structure interne ». Un atelier sidérurgique, localisé en ville intra muros ou extra muros, peut aussi jouxter un établissement rural. Souvent implanté au voisinage d'une exploitation minière, il est composé d'un fourneau unique ou d'une batterie de fours qui, dans les régions tempérées, sont situés sous un appentis comme en témoignent les trous de poteaux, cet auvent permettant de se protéger (et de protéger les installations) de la pluie et du froid.

### Formes primitives
Le terme « bas fourneau » s'est répandu par opposition au haut fourneau quand celui-ci a été inventé. Contrairement à ce que son nom semble souligner, ce n'est pas la hauteur qui le distingue du haut fourneau puisqu'il existait des bas fourneaux plus hauts que les hauts fourneaux, mais sa température. Leur différence essentielle tient au produit obtenu : le bas fourneau est un fourneau à loupe, obtenue par réduction directe, par opposition au fourneau de coulée obtenue par fusion.
Dans sa forme la plus primitive, on appelle « bas foyer » le bas fourneau consistant en un trou dans le sol d'environ 30 cm de diamètre, rempli de charbon de bois et de minerai. Le feu est souvent attisé au moyen d'un soufflet en peau. Au bout d'environ dix heures, on en tire une loupe incandescente de la taille du poing, grossier mélange de fer plus ou moins réduit et de scories.
L'évolution vers le bas fourneau plus efficace a consisté à surélever la construction entourée de terre réfractaire et à munir sa base d'une ouverture latérale pour l'alimentation en air. Une courte cheminée facilite le rechargement du four pendant son fonctionnement, tout en activant le tirage. Des températures de 1 000  à   1 200 °C sont ainsi atteintes et les scories, devenues liquides, peuvent être extraites par l'ouverture.
La teneur en fer de ces scories diminue lorsque la température augmente. On attise alors le feu en renforçant le tirage naturel par augmentation de la hauteur en adossant, par exemple, la construction à un talus. De même, des soufflets permettent une alimentation en air plus efficace et mieux contrôlée. Ces « bas fourneaux à tirage naturel » et « à soufflets » produisent une loupe pesant de quelques kilos à plusieurs quintaux au bout de 4  à   20 h.

### Bas fourneaux tardifs
Le bas fourneau est, pendant tout le Moyen Âge, un procédé nomade, qu'on édifie en fonction des affleurements de minerai et de la disponibilité du combustible mais, au début du XIIIe siècle, des fourneaux plus efficaces apparaissent. Ceux-ci, en utilisant l'énergie hydraulique pour souffler l'air de combustion, deviennent plus gros et valorisent mieux le combustible. Ces « fours à masse » sont des bas fourneaux dont la cuve est conservée : l'extraction de la loupe se fait par une grande ouverture à la base du four. Un exemple abouti de ce type de four est le Stückofen,, de section carrée et maçonné, qui s'élève à 4 m au Moyen Âge, jusqu'à atteindre 10 m au XVIIe siècle pour ceux de Vordernberg en Styrie, alors un centre de production de fonte d'Europe centrale. Capables d'atteindre des températures de l'ordre de 1 600 °C, ces fours pouvaient fondre partiellement ou totalement le métal. Appelés dans ce dernier cas Flussofen (c'est-à-dire « fours à fondre »), ce sont d'authentiques hauts fourneaux produisant de la fonte en fusion. Cette évolution, du bas fourneau vers un four à masse si élaboré qu'il peut produire de la fonte en fusion, se produit en Europe en divers endroits, du XIIe siècle au XVe siècle.
Mais si le procédé indirect, c'est-à-dire la conversion de la fonte en acier, permet la production de grande quantité de métal, l'activité devient très capitalistique, les outils sont peu flexibles et les besoins en bois et en minerai, ainsi que la disponibilité de l'énergie hydraulique sont critiques. En 1671, les bas fourneaux de Putanges, en Normandie, sont vendus en bloc pour 500 livres, pour être remplacés par un haut fourneau loué 1 200 livres par an. Cette contrainte explique la survivance de bas fourneaux perfectionnés, comme la forge catalane qui, en France ne disparait qu'au début du XIXe siècle, lorsque le procédé Thomas se généralise. De même, les premiers colons américains ont utilisé la forge catalane, beaucoup moins complexe à construire que des hauts fourneaux et les forges associées, pour l'affinage de la fonte que ceux-ci produisent. Dans le sud des États-Unis, ce procédé a survécu jusque vers le milieu du XIXe siècle.

## Description
Le bas fourneau se présente comme une cheminée de taille humaine (un ou deux mètres de haut) en briques et en terre cuite, dans laquelle on dispose en alternance une couche de minerai de fer et une couche de charbon de bois. Lorsque l'on met le feu, le charbon de bois produit par combustion incomplète du monoxyde de carbone (gaz CO) qui vient réduire le minerai : le fer est présent dans le minerai sous forme oxydée Fe3O4 ou Fe2O3, par réaction avec le CO, il se forme du fer :
Fe3O4 + 4CO → 3Fe + 4CO2
Fe2O3 + 3CO → 2Fe + 3CO2
La réduction permet ainsi d'extraire le fer de l'oxyde en enlevant à ce dernier son oxygène, par contact avec le monoxyde de carbone, ce dernier s'unissant avec l'oxygène du minerai pour former le dioxyde de carbone CO2, ce qui libère le métal.
Le tirage du fourneau est assuré soit par ventilation naturelle, soit par des soufflets, généralement manuels. Les impuretés qui accompagnent le minerai forment la scorie ou laitier qui s'écoule au bas du fourneau ou dans une fosse ménagée en dessous de sa base (« fourneaux à cuve » à usage unique).
Dans le bas du fourneau s'accumule un solide spongieux, composé de métal et de scorie, que l'on appelle « loupe », « massiot » ou « massiau ». Le métal obtenu par ce procédé est très hétérogène. La loupe peut être composée de fer et d'acier contenant de 0,02 % à 2 % de carbone.
Cette loupe est d'abord nettoyée et éventuellement séparée en morceaux de qualité comparables. Elle est ensuite cinglée, par martelage répété, afin de retirer la scorie et de rendre le métal homogène. Il reste quand même des inclusions de scories dans la matrice métallique. Après ce long processus on obtient un bloc de métal qui pourra être mis en forme par le forgeron pour fabriquer outil (soc de charrue, serpe, cerclage de roue…) ou arme.

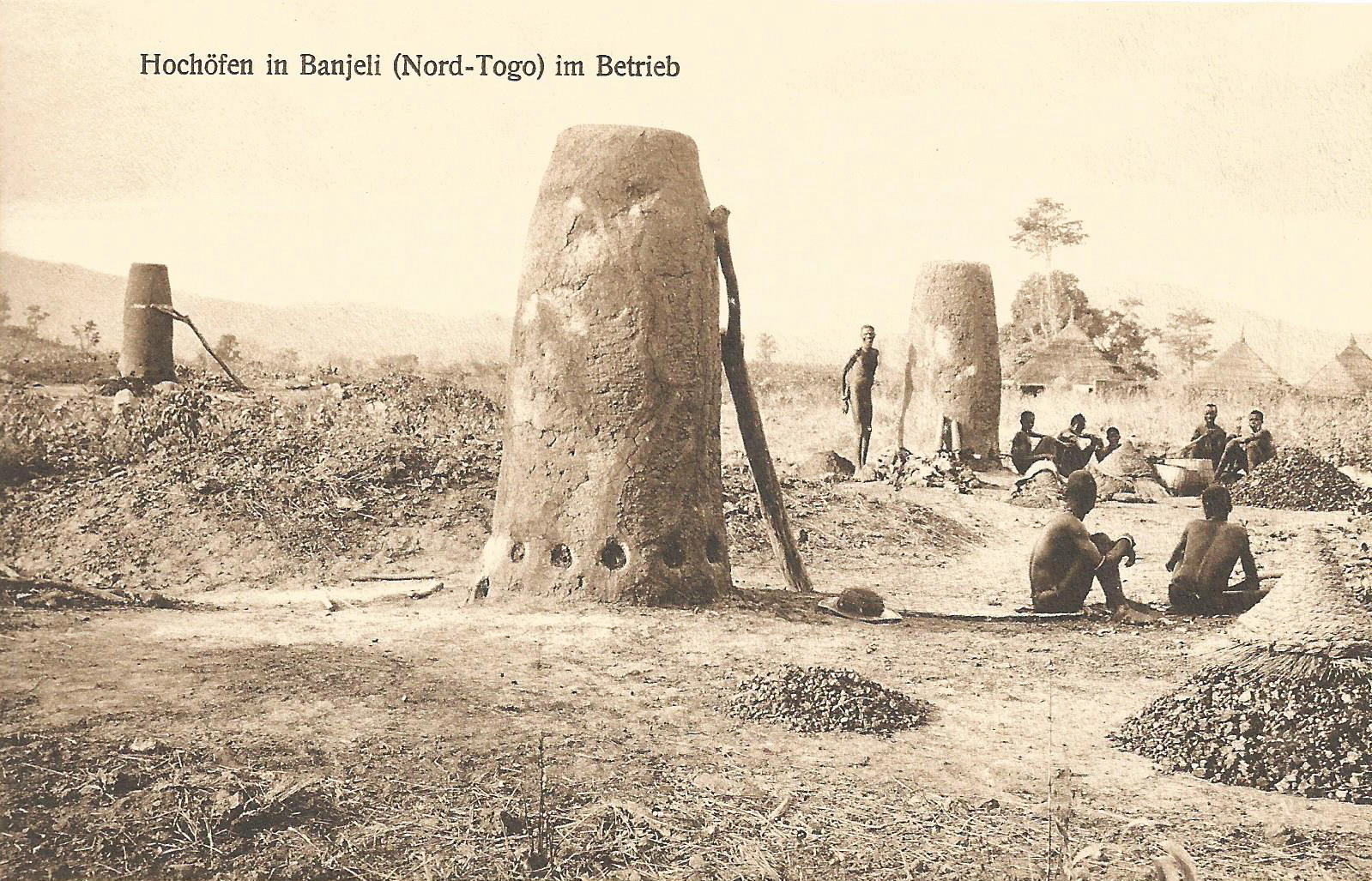
Bas fourneaux de Bandjéli, au Togo (fin du XIXe siècle, début du XXe).
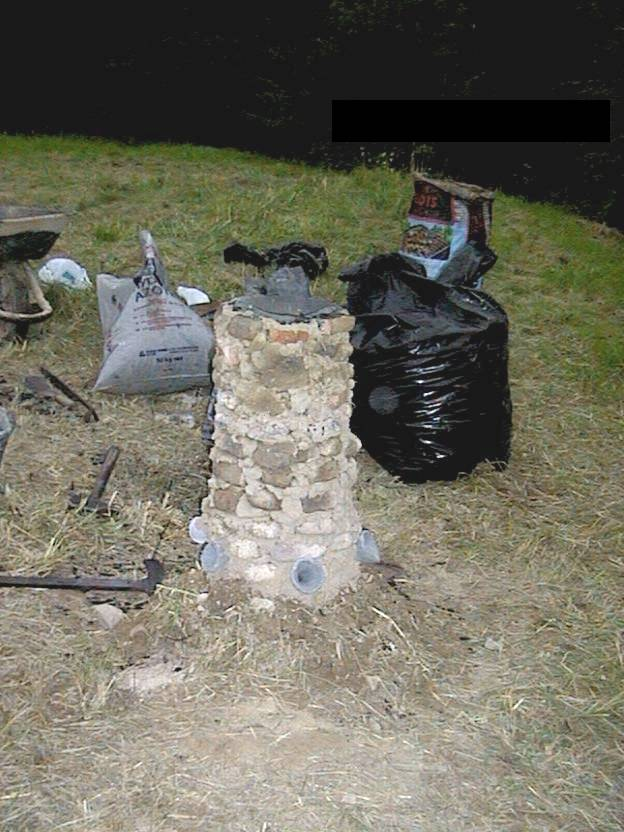
Bas fourneau expérimental en pierres prêt à être chargé.
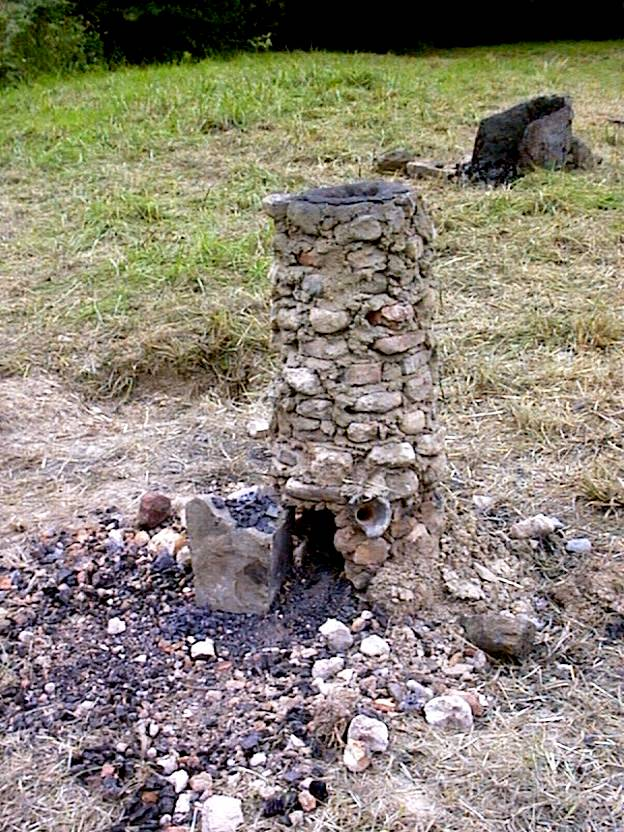
Bas fourneau expérimental après ouverture de sa base et enlèvement de la loupe.
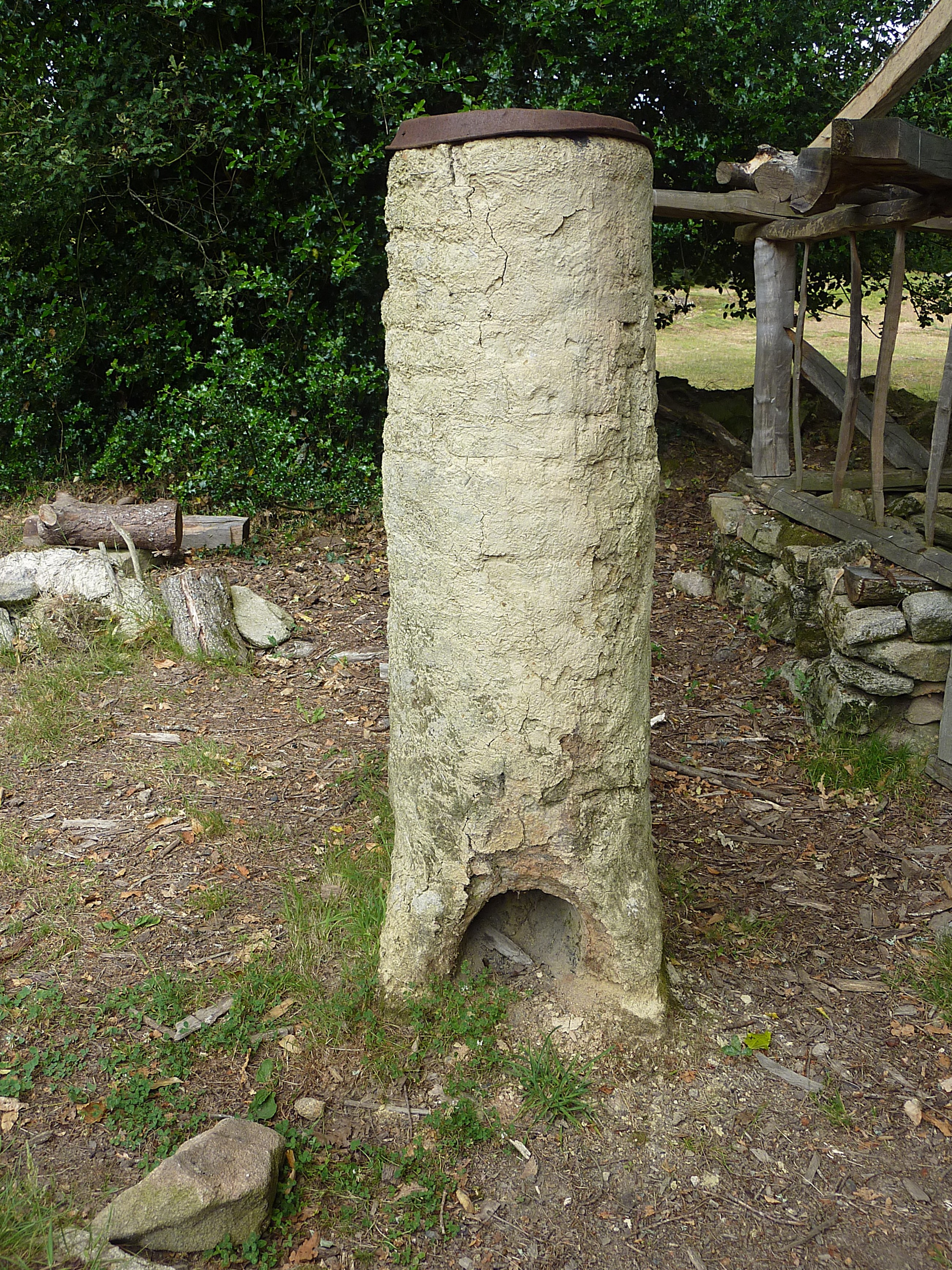
Bas fourneau reconstitué (Village de l'an Mil de Melrand).

## Limites du bas fourneau
Le bas fourneau transforme le minerai en une masse de fer spongieuse, la loupe. En effet, d'après le diagramme d'Ellingham, la réduction des oxydes de fer est possible à partir de 900 °C, alors que le point de fusion du fer pur est de 1 535 °C. La réduction sans fusion du métal, plus économique au niveau énergétique, présente cependant de nombreux inconvénients :
- la réduction ne s’opère efficacement qu'en surface du produit, qui est alors chimiquement très hétérogène ;
- la séparation entre la gangue du minerai et le métal est très difficile ;
- sur les modèles archaïques, l'accès au fer nécessite la démolition du fourneau.

La gangue du minerai, partiellement réduite au cours de la réaction, devient une masse de scories. Certains minerais présentent la possibilité de générer des scories suffisamment liquides pour qu'une partie puisse s'écouler hors du fourneau. Dans d'autres cas, une addition de fondant, comme la castine, peut favoriser l'écoulement des scories.
La loupe, chimiquement hétérogène et très chargée en impuretés, doit être longuement cinglée par le forgeron pour obtenir un métal de qualité. Homogénéiser la teneur en carbone et chasser les impuretés requiert un savoir-faire complexe : c'est ainsi que certains forgerons se sont bâtis des renommées qui ont traversé les siècles, comme au Japon.
Les températures nécessaires à la fusion du fer qui permet l'évacuation sous forme liquide du fer et des scories, ainsi que leur séparation par décantation, est essentiellement due au débit d'air injecté dans le four. Lorsque le soufflage d'air est réalisé mécaniquement, notamment grâce à l'utilisation de l'énergie hydraulique, la température de fusion du fer peut être atteinte de façon régulière. C'est le haut fourneau, que les Anglais appellent « blast furnace », c'est-à-dire four à air insufflé, par opposition à « bloomery », qui se réfère à la masse métallique obtenue.
Un bas fourneau peut donc atteindre la température de fusion du fer à cause d'un souffleur trop énergique ou d'un débit d'air mal réglé, produisant de la fonte brute qui est alors jugée comme un défaut de production. Très cassante, elle est d'une utilisation limitée, voir inutile pour la fabrication d'outils ou d'armes, qui est l'objectif principal des efforts fournis. La fonte brute nécessite en effet d'être refondue pour brûler son carbone et autres impuretés par des procédés technologiques plus complexes comme la forge d'affinage, et plus tard le puddlage ou le procédé Bessemer, afin de produire de l'acier.

## Bas fourneaux dans le monde
En Afrique, les premiers bas fourneaux remontent à 2500 av. J.-C. Les populations originaires du Sahara notamment les Noks connaissaient déjà cette technique.
En Europe, les premiers bas fourneaux sont apparus vers 1200 av. J.-C. Si les premiers bas fourneaux ne produisaient guère plus d'un kilogramme de fer par campagne, ceux-ci grossirent jusqu'à être capable d'atteindre une quinzaine de kilos.
L'usage de l’énergie hydraulique dans de gros fours est attesté, notamment dans certains monastères en France et en Suède dès le début du XIIIe siècle. Des documents comptables prouvent aussi son utilisation en Angleterre en 1408, ou dans la forge catalane. Dans ces configurations, la loupe peut alors atteindre 300 kg, et si de hautes températures sont possibles jusqu'à atteindre la fusion du métal, le procédé reste volontairement « froid ». En effet, l'accroissement de température, en favorisant la diffusion du carbone du charbon de bois dans le fer, produirait une fonte qu'on ne sait encore pas bien décarburer.
L'Asie exportait, à partir de centres de productions situés en Inde et en Ouzbékistan, des lingots de wootz, un acier obtenu par affinage d'une loupe produite dans un bas fourneau, qui est ensuite refondue dans un creuset hermétiquement fermé : c'est l'acier au creuset.
Au Japon, l'acier japonais traditionnel, le Tamahagane, était produit dans un tatara, un bas fourneau dont l'évolution s'est faite par un accroissement de la surface, sans augmentation de la hauteur. La faible hauteur du tatara s'explique par l'utilisation de sable ferrugineux comme minerai, qui n'offre qu'une faible perméabilité gazeuse au chargement du four.